# OpenSSH
OpenSSH is een opensourceimplementatie van het SSH (Secure Shell)protocol, uitgebracht onder de BSD-licentie. In tegenstelling tot telnet, rlogin en FTP worden wachtwoord en data met encryptie over het netwerk gestuurd. OpenSSH versleutelt al het verkeer (inclusief wachtwoorden) om afluisteren, het overnemen van een verbinding en andere aanvallen tegen te gaan. Daarnaast bevat OpenSSH veilige "tunneling" mogelijkheden en verschillende authenticatiemethodes, en het ondersteunt alle SSH-protocolversies.
OpenSSH vervangt rlogin en telnet door het SSH-programma, rcp door SCP en FTP door SFTP. Ook is sshd inbegrepen (het server-gedeelte van het pakket), net als de andere programma's zoals ssh-add, ssh-agent, ssh-keysign, ssh-keyscan, ssh-keygen en sftp-server.
OpenSSH wordt ontwikkeld door het OpenBSD-project. De software wordt ontwikkeld in landen die uitvoer van cryptografie toelaten en is vrij te (her)gebruiken onder de BSD-licentie. Ontwikkeling brengt echter kosten met zich mee, deze kosten worden voornamelijk met geld uit donaties gedekt.
OpenSSH wordt ontwikkeld door twee teams. Eén team ontwikkelt uitsluitend voor OpenBSD met als doel zo schoon, simpel en veilig mogelijke code te schrijven. Ze geloven dat eenvoud zonder extra code om portabiliteit te verhogen, betere kwaliteitscontrole mogelijk en nakijken makkelijker maakt. Het andere team maakt deze versie portable (door de portabiliteitscode toe te voegen) zodat het op veel besturingssystemen kan draaien -- de zogenaamde p-versies, bv. "OpenSSH 4.3p2").
OpenSSH is beschikbaar voor vrijwel alle platformen en wordt door veel besturingssystemen en routers meegeleverd. Vrijwel alle Unix- en Linux-versies gebruiken inmiddels OpenSSH, fabrikanten als Cisco leveren het mee in routers en switches.
Door de jaren heen heeft OpenSSH zich bewezen als veilig en betrouwbaar.

## Cryptografiemethoden
OpenSSH bevat ondersteuning voor onderstaande cryptografiemethoden:
- Elliptic curve cryptography via Curve25519 (standaard - dit verloopt via het Diffie Hellman-systeem)[2] of Ed25519 voor het uitwisselen van sleutels[3]
- Asymmetrische cryptografie: PKCS11, RSA of DSA

## Beveiligingsproblemen
Kwaadaardige OpenSSH servers kunnen uw private inlogsleutels voor andere systemen stelen. Deze fout komt voor in versies 5.4 (van 7 maart 2010) tot en met 7.1 van de OpenSSH cliënt.